# Saeed Abedini

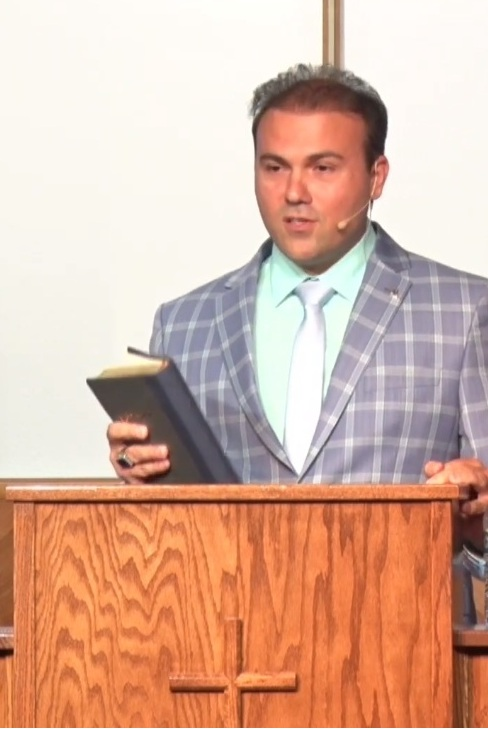
Saeed Abedini in 2019

Saeed Abedini (Farsi: سعيد عابديني) is een Iraans-Amerikaans protestantse voorganger die van 2013 tot 2016 gevangen werd gehouden in Iran. Abedini, die zich op 20-jarige leeftijd bekeerde tot het christendom, werd voorganger in de Protestant Evangelical Church of Iran, een huiskerk. Hij werd eind 2012 opgepakt in het noorden van Iran.
Aanvankelijk kwam hij onder huisarrest te staan, maar na enkele dagen werd hij naar de gevangenis gebracht. Op 27 januari 2013 werd hij veroordeeld tot een gevangenisstraf van acht jaar omdat zijn preken een gevaar voor de staatsveiligheid zouden vormen, een beschuldiging die niet werd gespecificeerd. Hij werd opgesloten in de gevangenis Ervin in Teheran, waar zijn gezondheid sterk achteruitging. Het Amerikaanse ministerie van Buitenlandse Zaken en politici uit de Verenigde Staten en andere landen deden een beroep op de Iraanse regering om zijn levensomstandigheden te verbeteren.
Begin november 2013 werd Abedini overgebracht naar de beruchte gevangenis Rajai Shahr in Karaj, waar veel zware criminelen zijn opgesloten en sommige gevangenen met de dood worden bedreigd.
Op 16 januari 2016 werd de voorganger vrijgelaten, samen met nog drie Iraans-Amerikanen. Zij kwamen vrij als gevolg van een gevangenenruil tussen de Verenigde Staten en Iran.